# 申稙秀
申稙秀 (1927年-2001年），韓國軍人、政治人物。曾任韓國陸軍法務官，在朴正熙五一六政變後，被任命為國家重建最高會議法律顧問，1963年任中央情報部（現國家情報院）次長、檢察總長，後升任法務部長、中央情報部部長。
長女申硯均嫁給《中央日報》會長洪錫炫。

## 相關影視作品
- 2005年（第五共和国）电视剧
- 2020年（南山的部长们）电影

1. ↑  金忠植 <南山的部長們> (上)(下)